# 湯希閔
湯希閔（1534年—？），字惟賢，號舒滨，直隸池州府石埭縣人，民籍，明朝政治人物。

## 生平
治易经，應天府鄉試第九十九名舉人。嘉靖四十四年（1565年）中式乙丑科會試第二百十五名，二甲第十一名進士。工部观政，本年六月授開州知州，隆慶二年（1568年）六月升南京户部员外郎，三年闰六月升郎中，五年正月贬官而卒。今存汤希闵墓。

## 家族
曾祖湯廷訓，壽官；祖父湯棟，貢士；父湯煥，生员贈知州。嫡母楊氏；生母彭氏，封太宜人。兄希誠（七品散官）、天锡（省祭官）、弟希颜、希謨、希嘉。